# Zoveque (Cotaique)
Zoveque (em armênio: Զովք; romaniz.: Zovk’)[a] é uma aldeia do município de Jerveje, na província de Cotaique, na Armênia. De acordo com o censo de 2011, havia 901 habitantes.

## História
Zoveque está localizada a 11 quilômetros a leste da cidade de Aboviã. Foi renomeada para seu nome atual por decreto do Soviete Supremo da República Socialista Soviética da Armênia de 25 de janeiro de 1978. Em 1873, 1897, 1926, 1939, 1959, 1970 e 1979, respectivamente, tinha 273, 524, 224, 439, 423, 482 e 566 habitantes. Suas casas são construídas em pedra. O assentamento está completamente enterrado em pomares. Sua economia é baseada na pecuária, agricultura e horticultura (nogueira, maçã). Tem uma escola primária, uma biblioteca-clube, uma cantina e uma casa de banho. As aldeias abandonadas de Bardezridir (Bezaclu) e Ignaduz estão localizadas nas cercanias.